# Schiblī Schumayyil
Schiblī Schumayyil (arabisch شبلي شميل, DMG Šiblī Šumayyil; * 1850 in Kafršīmā im heutigen Libanon; † 1. Januar 1917 in Kairo) war ein Arzt und Intellektueller griechisch-katholischer Herkunft, der als einer der ersten die Ideen des Darwinismus und Sozialismus in der arabischen Welt popularisierte. Schumayyil rezipierte wie viele Intellektuelle des Osmanischen Reiches seiner Zeit die darwinistische Evolutionstheorie in einer von Materialisten wie Ludwig Büchner oder Ernst Haeckel geprägten Form. Neben Büchners Schriften übersetzte Schumayyil auch Hippokrates ins Arabische und kommentierte den islamischen Philosophen Avicenna. Sein publizistisches Werk umfasst sozialreformerische und szientistische Schriften ebenso wie Romane, Theaterstücke und Gedichte. Auch als Kritiker der Politik des Osmanischen Reiches in Syrien trat er hervor. Zusammen mit Salāma Mūsā brachte Schumayyil in Kairo die Zeitschrift al-Mustaqbal (die Zukunft) heraus, die 1914 von den Briten verboten wurde.